# 百子里公園

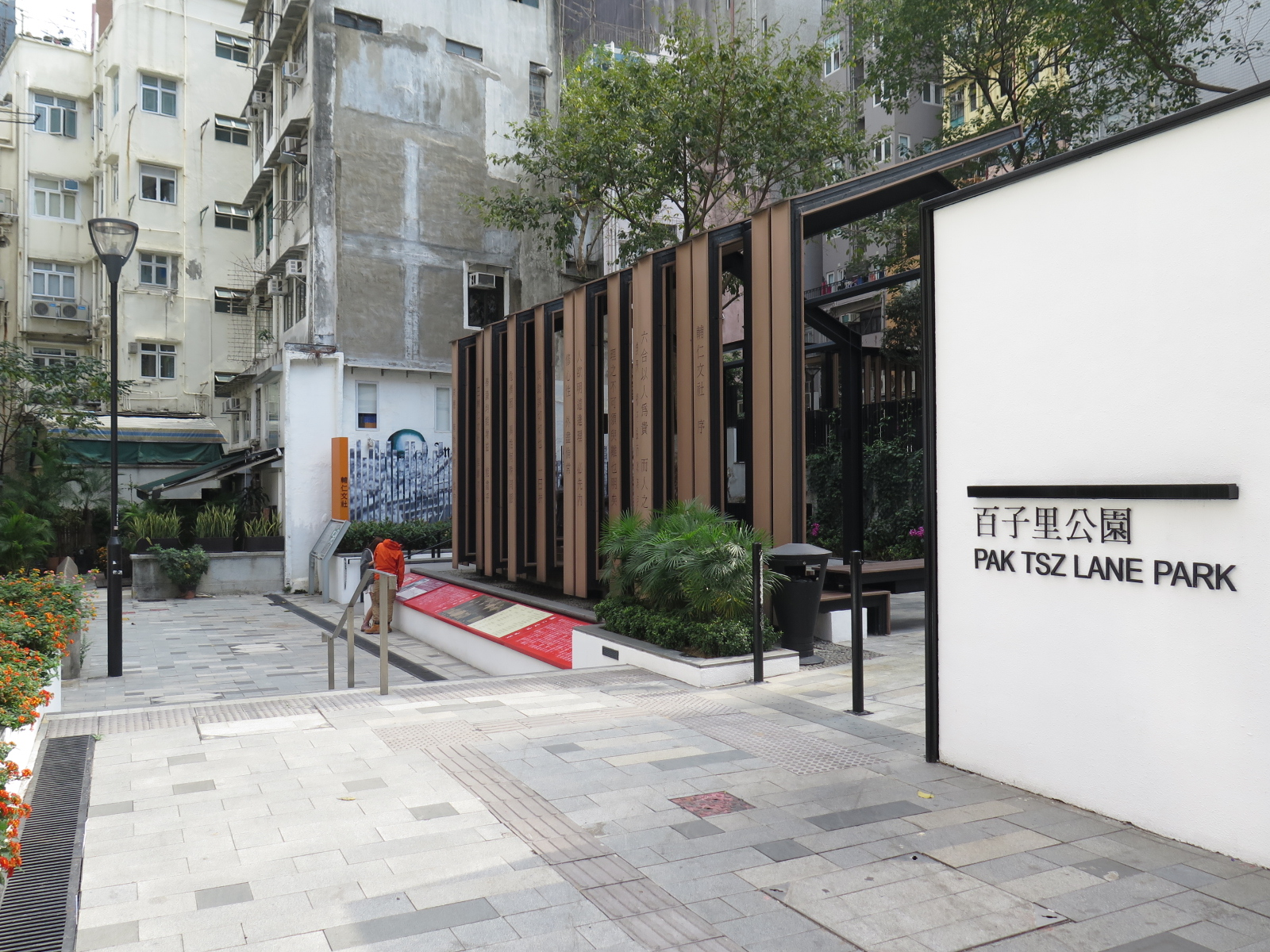
百子里公園

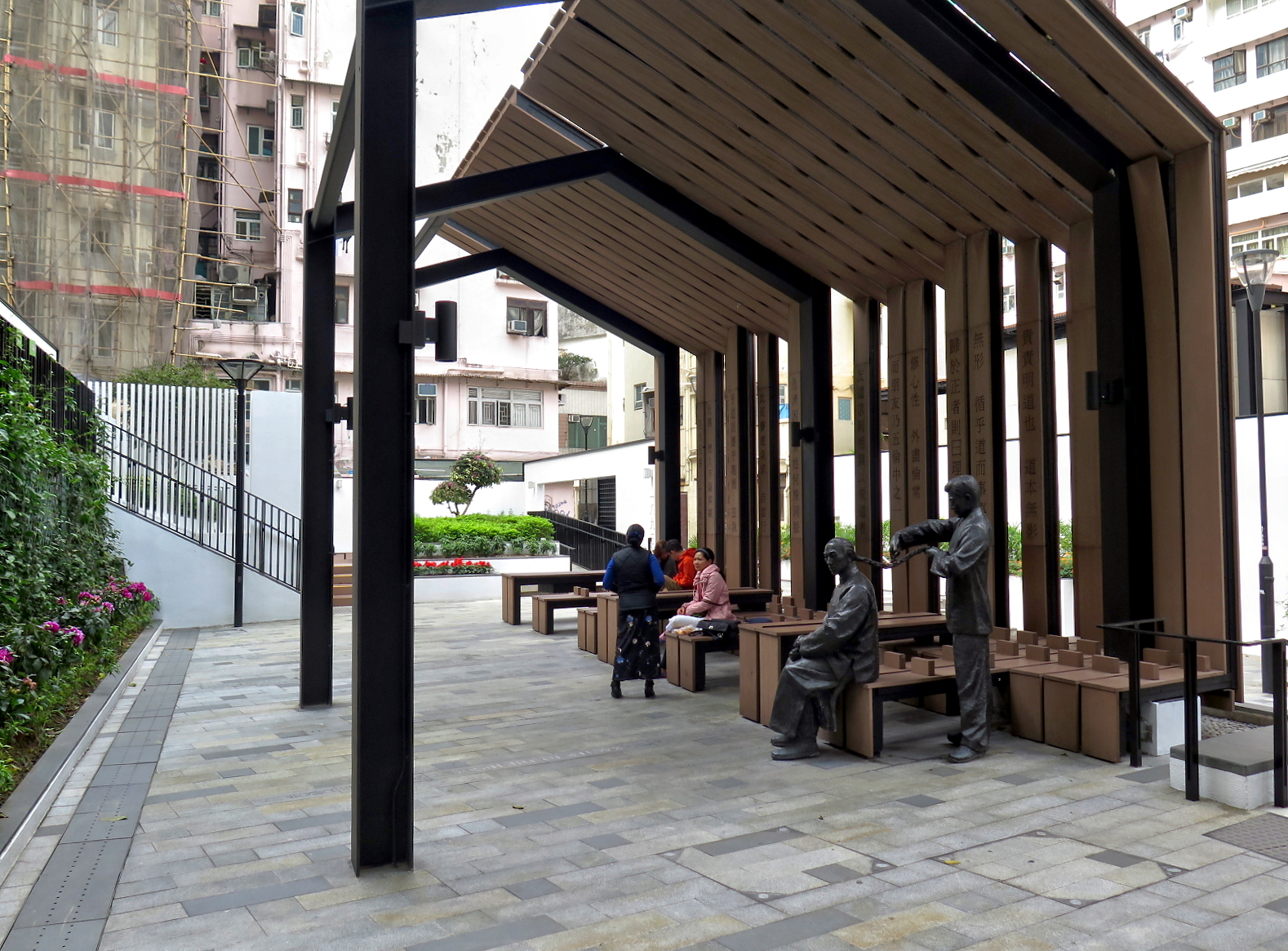
特色涼亭

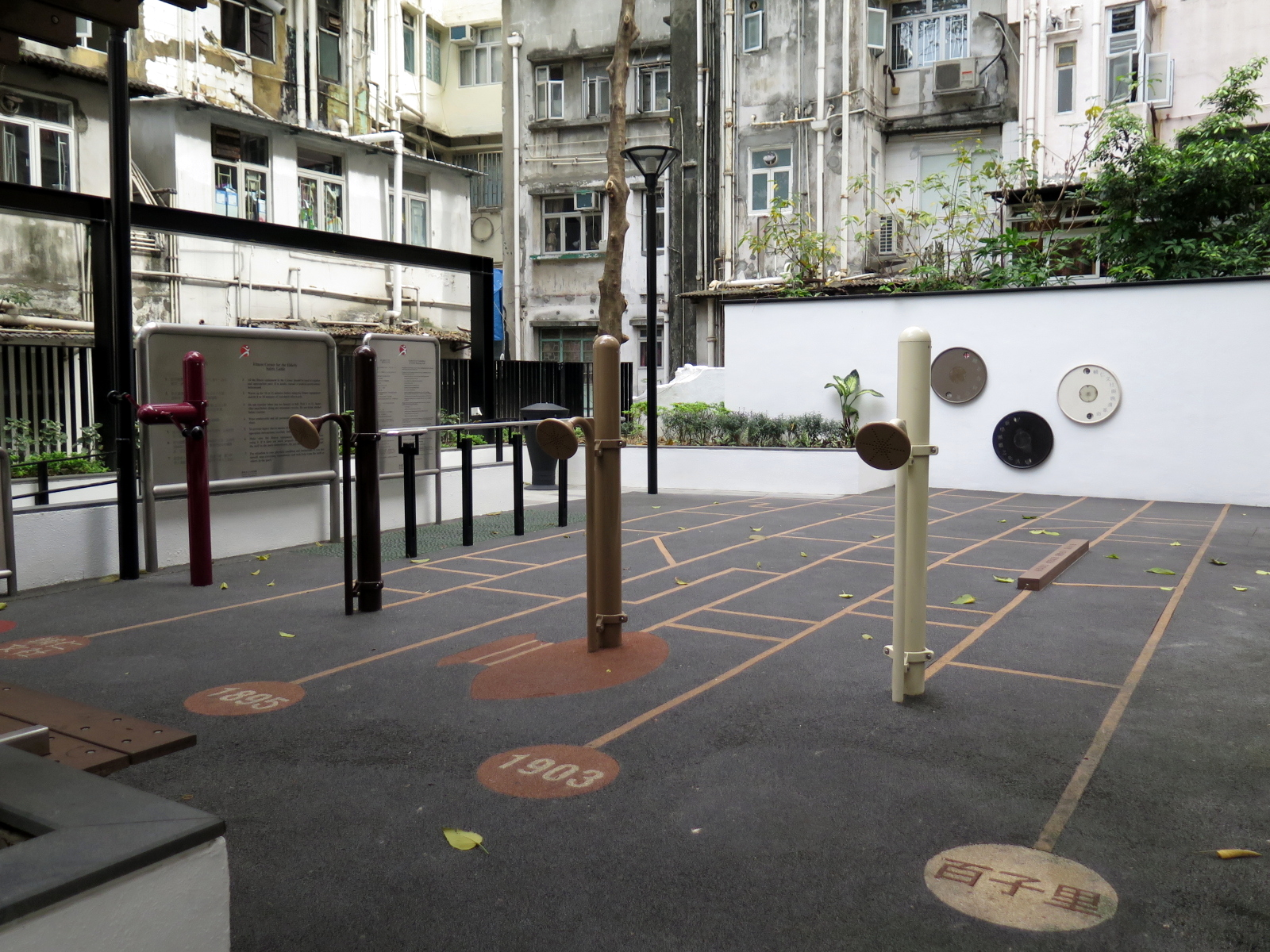
公園遊樂場

百子里公園（英語：Pak Tsz Lane Park）位於香港中環結志街與三家里內的一條掘頭路平台街道，是孫中山史蹟徑一部分，面積達17,000平方呎，建築師為呂元祥建築師事務所，由康樂及文化事務署管理。

## 沿革
百子里公園由市區重建局負責興建項目，於2010年動工，為耗資約4,000萬港元的活化工程，於2011年10月中竣工，於同年年底開幕。

## 建築
百子里公園的2層設計仿效1900年初中、上環區的舊民房。公園右方為一段40至50米長的革命歷史展覽，展示由1895年至1903年的革命歷史（特別是輔仁文社興衰的4段史料），包括楊衢雲和謝纘泰等於1892年成立文社；其後文社加入香港興中會，和孫中山在1895年部署廣州起義，不幸敗露；於1900年策劃惠州起義失敗，楊衢雲身分暴露，翌年被清廷暗殺、孫中山撰寫悼念書信石雕、謝纘泰欲報仇，於1903年在廣州策劃第3次起義失敗後，輔仁文社漸漸地淡出革命的相關歷史及資料。公園亦展示輔仁文社創立時社員的合照，以及設立發光二極管觸控式螢幕展示革命歷史相關的資料。

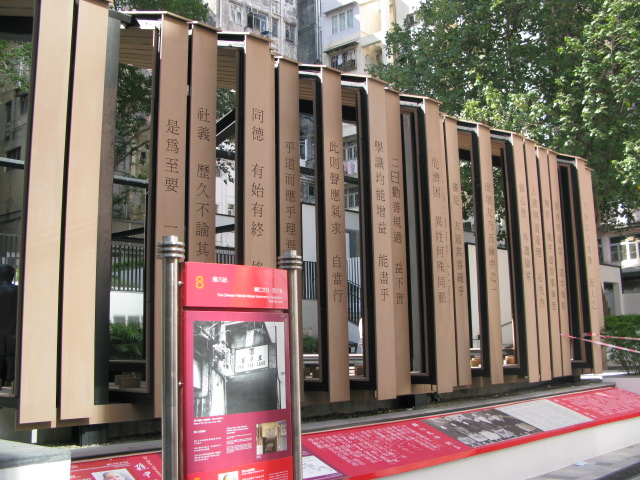
「輔仁文社序」亭架背面

整個公園分為3區，由結志街入口可通往「革命起源展示區」，展示區內設有一座4米闊、約5米高的亭架，刻有反清《輔仁文社序》的仿古特色亭架亦已經落成，上面刻有創會會員所寫的「人欲明道達理，必先內修心性，外盡倫常」等的字句，地上亦刻有以英文所寫成的社綱原文。亭架內設古人銅像顯示了當年剪辮的情景。

## 歷史
當年革命先鋒楊衢雲和謝纘泰等創立的輔仁文社原址就在百子里1號，亦即該公園旁。

## 獎項
百子里公園於2013年獲得香港建築師學會頒授境內優異獎──社區建築、美國建築師學會（香港分會）頒發都市設計優異獎，以及香港設計中心頒發亞洲最具影響力設計銅獎，以表揚其卓越的建築設計。